# Ágnes Farkas
Ágnes Farkas (Budapeste, 21 de abril de 1973) é uma ex-handebolista profissional húngara, medalhista olímpica.
Ágnes Farkas fez parte dos elencos medalha de prata, em Sydney 2000.